# ل سولر
ل سولر (به فرانسوی: Le Soler) یک کمون در فرانسه است که در Canton of Millas واقع شده‌است.

## خصوصیات
ل سولر ۱۰٫۳۵ کیلومترمربع مساحت و ۶٬۵۲۴ نفر جمعیت دارد و ۷۳ متر بالاتر از سطح دریا واقع شده‌است.